# Roy Clements
Roy Clements (12 de janeiro de 1877 – 15 de julho de 1948) foi um diretor e roteirista norte-americano da era do cinema mudo. Ele dirigiu 134 filmes entre 1914 e 1927. Também escreveu os roteiros para 26 filmes entre 1915 e 1942.

## Filmografia selecionada
- The Light of Western Stars (1918)
- Her Dangerous Path (1923)
- The Wages of Tin (1925)[2]